# Koniec wieku
Koniec wieku – czwarty album studyjny polskiej grupy metalowej – Sweet Noise.
Ostatnia hardcore punkowa płyta tego zespołu. Wydawnictwo ukazało się 13 listopada 1998 roku nakładem wytwórni muzycznej Universal Music Polska. W ramach promocji w 1998 roku został wydany dwuutworowy singel "W Imię Boga". Na płycie oprócz utworu tytułowego znalazła się także kompozycja "Obym Nigdy Nie Umierał – Modlitwa Azteków".

## Lista utworów
Źródło.
| Nr  | Tytuł utworu                                | Autorzy                      | Długość |
| --- | ------------------------------------------- | ---------------------------- | ------- |
| 1.  | „W Imię Boga”                               | Mohamed, Osiński, Bigosiński | 5:25    |
| 2.  | „Wish”                                      | Mohamed, Osiński             | 6:07    |
| 3.  | „The End Of The Century”                    | Mohamed, Osiński             | 10:59   |
| 4.  | „Civilized”                                 | Mohamed, Osiński             | 5:00    |
| 5.  | „Kim Jestem”                                | Mohamed, Osiński             | 5:08    |
| 6.  | „Płomień Życia”                             | Mohamed, Osiński             | 5:45    |
| 7.  | „Uciekam”                                   | Mohamed, Osiński, Bigosiński | 4:44    |
| 8.  | „Daleko Od Siebie”                          | Mohamed, Osiński, Bigosiński | 5:06    |
| 9.  | „Powitanie”                                 | Mohamed, Osiński, Bigosiński | 6:07    |
| 10. | „Będę Trwał”                                | Mohamed, Osiński             | 5:44    |
| 11. | „Dom”                                       | Mohamed, Osiński             | 5:41    |
| 12. | „Z Głębi Siebie”                            | Mohamed, Osiński             | 5:57    |
| 13. | „Obym Nigdy Nie Umierał – Modlitwa Azteków” | Mohamed, Osiński             | 5:08    |
|     |                                             |                              | 1:16:51 |

## Twórcy
Źródło.

- Piotr "Glaca" Mohamed – wokal prowadzący, instrumenty perkusyjne, koncepcja oprawy graficznej, produkcja muzyczna
- Tomasz "Magic" Osiński – gitara, instrumenty perkusyjne, wokal wspierający, produkcja muzyczna
- Grzegorz "Bigozz" Bigosiński – gitara elektryczna
- Maciej "Żuk" Żebrowski – gitara basowa
- Bartłomiej "Fido" Czerniachowski – perkusja
- Mahmud Fagir – gościnnie głos
- Anna Zinkow – gościnnie śpiew
- Sandra Antczak – gościnnie głos
- Lorena Antczak – gościnnie głos
- Andrzej Trzeciak – gościnnie wiolonczela
- Milo Kurtis – gościnnie instrumenty perkusyjne
- Adam Toczko – inżynieria dźwięku, miksowanie
- Andrzej Karp – inżynieria dźwięku
- Jarosław Kidawa – inżynieria dźwięku
- Maciej Bogusławski – obsługa techniczna
- Grzegorz Piwkowski – mastering
- Łukasz "Thor" Dziubalski – koncepcja oprawy graficznej, ilustracje, projekt graficzny
- Marta Dziubalska – ilustracje, projekt graficzny
- Vito "The Reptile" Dziubalski – piktogramy
- Paweł Althamer – ilustracje
- Sue Lemieux – zdjęcie zespołu
- Anna Pawlina – stylizacja
- Sylwia Lato – A&R